# Droga wojewódzka 154
Die Droga wojewódzka 154 (DW 154) ist eine sieben Kilometer lange Droga wojewódzka (Woiwodschaftsstraße) in der polnischen Woiwodschaft Lebus, die Łęgowo und Trzebicz verbindet. Die Straße liegt im Powiat Strzelecko-Drezdenecki.

## Straßenverlauf
Woiwodschaft Lebus, Powiat Strzelecko-Drezdenecki
-  Łęgowo (DW 156)
-  Bahnübergang (Bahnstrecke Kostrzyn nad Odrą–Krzyż Wielkopolski)
-  Przynotecko (Netzbruch)
-  Trzebicz (DW 158)